# Saint Kitts i Nevis na Letnich Igrzyskach Olimpijskich 2000
Reprezentacja Saint Kitts i Nevis na Letnich Igrzyskach Olimpijskich 2000 w Sydney liczyła dwie osoby: jednego mężczyznę i jedną kobietę.

## Występy reprezentantów Saint Kitts i Nevis

### Lekkoatletyka
Mężczyźni 100m
- Kim Collins

1. Runda 1 – 10.39

2. Runda 2 – 10.19

3. Półfinał – 10.2

4. Finał – 10.17 (7. miejsce)
Mężczyźni 200m
- Kim Collins

1. Runda 1 – 20.52

2. Runda 2 – 20.47

3. Półfinał – 20.57 (nie awansował dalej)
Kobiety 100m
- Valma Bass

1. Runda 1 – 11.45

2. Runda 2 – 11.60 (nie awansowała dalej)
Kobiety 200m
- Valma Bass

1. Runda 1 – 23.37

2. Runda 2 – 23.57 (nie awansowała dalej)